# Alberto Acosta
Alberto Acosta (Arocena, 1966. augusztus 23. –) argentin válogatott labdarúgó.
Az argentin válogatott tagjaként részt vett az 1992-es konföderációs kupán és az 1993-as és az 1995-ös Copa Americán.

## Statisztika
| Argentin válogatott | Argentin válogatott | Argentin válogatott |
| Időszak             | Mérk.               | gól                 |
| ------------------- | ------------------- | ------------------- |
| 1992                | 6                   | 1                   |
| 1993                | 9                   | 0                   |
| 1994                | 0                   | 0                   |
| 1995                | 4                   | 2                   |
| Összesen            | 19                  | 3                   |